# Antonio de la Torre Villalpando
Antonio de la Torre Villanpando někdy uváděný i jako Antonio de la Torre (21. září 1951 Ciudad de México – 2. srpna 2021) byl mexický fotbalista, záložník. Zemřel 2. srpna 2021 ve věku 69 let na covid-19.

## Fotbalová kariéra
V mexické lize hrál za Club Universidad Nacional, Club América, Club Puebla a Atlas FC. V letech 1976 a 1983 získal mistrovský titul. Za reprezentaci Mexika nastoupil v letech 1972–1978 ve 42 utkáních a dal 1 gól. Byl členem mexické reprezentace na Mistrovství světa ve fotbale 1978, nastoupil ve 3 utkáních.

## Ligová bilance
| Ročník                  | Zápasy | Góly | Klub                      |
| ----------------------- | ------ | ---- | ------------------------- |
| 1. mexická liga 1971/72 | -      | -    | Club Universidad Nacional |
| 1. mexická liga 1972/73 | -      | -    | Club Universidad Nacional |
| 1. mexická liga 1973/74 | -      | -    | Club Universidad Nacional |
| 1. mexická liga 1974/75 | -      | 12   | Club América              |
| 1. mexická liga 1975/76 | 38     | 2    | Club América              |
| 1. mexická liga 1976/77 | 30     | 9    | Club América              |
| 1. mexická liga 1977/78 | 28     | 1    | Club América              |
| 1. mexická liga 1978/79 | 30     | 4    | Club América              |
| 1. mexická liga 1979/80 | 38     | 2    | Club América              |
| 1. mexická liga 1980/81 | 33     | 2    | Club América              |
| 1. mexická liga 1981/82 | 14     | 0    | Club América              |
| 1. mexická liga 1982/83 | 37     | 5    | Club Puebla               |
| 1. mexická liga 1983/84 | 31     | 0    | Club Puebla               |
| 1. mexická liga 1984/85 | 37     | 0    | Atlas FC                  |
| 1. mexická liga 1985/86 | 0      | 0    | Atlas FC                  |
| 1. mexická liga 1986/87 | 34     | 1    | Atlas FC                  |
| 1. mexická liga 1987/88 | 23     | 1    | Atlas FC                  |
| CELKEM                  | -      | -    |                           |